# Joshua Sasse
Joshua Seymour Sasse (Londra, 9 dicembre 1987) è un attore e produttore televisivo britannico.
È noto per aver interpretato Galavant nella serie della ABC Galavant.

## Biografia
Sasse nasce a Westminster, in Inghilterra, figlio di Dominic Sasse e Mary Rosalind Macauley, sposatisi il 13 maggio 1978. Ha una sorella, Lydia Sasse nata nel 1982.
Sasse studia arti dello spettacolo al Hurtwood House College e in seguito al Cygnet Training Theatre ad Exeter.

## Carriera
Il suo primo ruolo è nel film western inglese The Big I Am nel 2010.
Nell'estate 2010, Sasse ottiene il ruolo di Sky nella produzione West End di Mamma Mia! al Prince of Wales Theatre di Londra.
Nel marzo del 2012, è nel cast del film horror ad alto budget Frankenstein's Army. Nell'aprile del 2013 fa parte della serie TV Rogue in un ruolo ricorrente.
Nel dicembre 2013, entra a far parte nel ruolo protagonista del pilota di una serie TV musical-comedy ambientata in una dimensione fiabesca, diretta da Dan Fogelman e nota come Galavant. In un'altra serie TV dello stesso regista, Vicini del terzo tipo, ottiene il ruolo ricorrente del DJ Jazzy.
Nel maggio 2014, Galavant è confermata e va in onda dal 4 gennaio 2015. il 16 novembre dello stesso anno viene annunciata la seconda stagione da trasmettere nel 2016.

## Filmografia

### Cinema
- The Big I Am, regia di Nic Auerbach (2010)
- Frankenstein's Army, regia di Richard Raaphorst (2012)
- Sognando Parigi (Her Pen Pal), regia di Clare Niederpruem (2021)
- Love is in the Air, regia di Adrian Powers (2023)

### Televisione
- Rogue – serie TV, 13 episodi (2013-2014)
- Vicini del terzo tipo (The Neighbors) – serie TV, 3 episodi (2014)
- Galavant – serie TV, 18 episodi (2015-2016)
- No Tomorrow – serie TV, 13 episodi (2016-2017)
- Monarch - La musica è un affare di famiglia (Monarch) – serie TV, 11 episodi (2022)

## Doppiatori italiani
Nelle versioni in italiano delle opere in cui ha recitato, Joshua Sasse è stato doppiato da:
- Andrea Mete in No Tomorrow, Love is in the Air
- Paolo De Santis in Galavant
- Lorenzo Scattorin in Frankenstein's Army
- Raffaele Proietti in Monarch - La musica è un affare di famiglia
- Marco Bassetti in Sognando Parigi